# Tequisquiapan (kommun)
Tequisquiapan är en kommun i Mexiko.   Den ligger i delstaten Querétaro Arteaga, i den centrala delen av landet, 150 km nordväst om huvudstaden Mexico City. Antalet invånare är 54 929. Arean är 344 kvadratkilometer.
Terrängen i Tequisquiapan är kuperad åt sydost, men åt nordväst är den platt.
Följande samhällen finns i Tequisquiapan:
- Tequisquiapan
- San Nicolás
- La Fuente
- Los Cerritos
- Nahui Ollin Fraccionamiento
- Santa María del Camino
- Granjas Residenciales de Tequisquiapan
- Ramas Blancas
- Ampliación Santa Fe
- Haciendas de Tequisquiapan Residencial
- Familia Jiménez
- Fátima
- Las Corraletas
- La Lagunita
- Los Viñedos Residencial